# Rowntree's
Rowntree's var en brittisk godistillverkare och är sedan 1988 ett varumärke i Storbritannien för Nestlés godis- och chokladprodukter. I Rowntree's sortiment som övergick till Nestlé återfinns bland annat Smarties, After Eight och Kit Kat.
Nestlé köpte Rowntree's, som då var världens fjärde största godistillverkare efter Mars, Hershey's och Cadbury, 1988. Idag återfinns fortfarande namnet Rowntree's som varumärke på Rowntree's Fruit Gums, Rowntree's Fruit Pastilles och Jelly Tots.